# Tetrataenia surinama
Tetrataenia surinama är en insektsart som först beskrevs av Carl von Linné 1764.  Tetrataenia surinama ingår i släktet Tetrataenia och familjen gräshoppor. Inga underarter finns listade i Catalogue of Life.